# Kiwi Farms
El sitio Kiwi Farms (lit: Granjas de Kiwi), anteriormente conocido como CWCki Forums; es un foro de Internet estadounidense dedicado a la discusión de figuras y comunidades en línea que considera «lolcows» (asociándolas a vacas de las que se puede «ordeñar» por diversión). Los objetivos de los hilos son a menudo sujetos a doxeo y otras formas de troleo grupal organizado, incluyendo acoso y ciberacoso continuos, incluido el acoso físico de parte de los usuarios que se denominan incels o trolls.
El sitio web Kiwi Farms es una plataforma en línea conocida por sus secciones dedicadas a la discusión y la crítica de figuras públicas, fenómenos en internet y comunidades en línea. Sin embargo, es importante mencionar que también es conocido por alojar contenido problemático y controvertido, incluida una sección dedicada a los incels. Esta comunidad, identificada como «involuntariamente célibes», se caracteriza por una actitud misógina y violenta hacia las mujeres, lo que ha llevado a actos de hostigamiento y violencia tanto en línea como en la vida real. En este contexto, Kiwi Farms ha sido criticado por proporcionar una plataforma para discursos de odio y hostigamiento contra individuos y grupos vulnerables, incluidos los incels.
La conexión de Kiwi Farms tuvo varias controversias y campañas de acoso que ha provocado que los proveedores de servicios de Internet y buscadores web como Google, Qwant y Microsoft Bing bloqueen el foro o que las empresas rechacen el servicio. Después de los tiroteos en la mezquita de Christchurch en 2019, algunos proveedores de servicios de Internet en Nueva Zelanda bloquearon el sitio. En 2021, después del suicidio de Near, un desarrollador de software no binario que fue objeto de acoso grupal organizado y dirigido por miembros del sitio, DreamHost dejó de brindar sus servicios de registro de dominio a Kiwi Farms. En septiembre de 2022, Kiwi Farms fue bloqueada por Cloudflare debido a "una amenaza inminente y de emergencia para la vida humana". Tras la disponibilidad intermitente, The Daily Dot confirmó que VanwaTech y Novagecko[cita requerida] estaban brindando servicios de red de entrega de contenido al sitio, lo que lo volvió a poner en línea.
En septiembre de 2022, Kiwi Farms sufrió una filtración de datos y doxxing; el operador del sitio les dijo a los usuarios que asumieran que se habían filtrado direcciones IP, documentación, tarjetas de crédito, ubicaciones, direcciones de correo electrónico y contraseñas.

## Historia
El sitio web se lanzó originalmente como un tablón de imágenes exclusivo para trollear y acosar a un creador de webcómics conocido como Christian Weston Chandler, quien fue visto por primera vez en 2007 en un tablón de videojuegos de 4chan tras haber diseñado una serie de cómics casera llamada Sonichu (una mezcla de los universos de Sonic the Hedgehog y Pokémon). Eventualmente se creó una página de Encyclopædia Dramatica sobre el creador de Sonichu. CWCki Forums fue creado por personas que sintieron que la entrada de Encyclopædia Dramatica del artista no era lo suficientemente detallada ni precisa.

## Controversias

### Suicidio de Chloe Sagal
En 2013, la desarrolladora de videojuegos Chloe Sagal se convirtió en una víctima de Kiwi Farms después de que EuroGamer.net informase que la campaña de Indiegogo de Sagal había sido acusada de "actividad sospechosa", habiendo recaudado más de $30,000 USD para un supuesto tratamiento de envenenamiento por metales para eliminar la metralla de un accidente automovilístico y se descubrió que Sagal tenía la intención de utilizar los ingresos para una cirugía de reasignación de sexo. Sagal se suicidó por autoinmolación el 19 de junio de 2018.

### La autoría de la fanfictionMy Immortal
En 2017, la usuaria de Tumblr Rose Christo afirmó que era la autora de la fanfiction de Harry Potter My Immortal y que lo había escrito para localizar a su hermano desaparecido. También anunció que Macmillan Publishers estaba publicando un libro de memorias sobre la creación de la fanfiction, así como su infancia de abuso y experiencias como nativa americana en el sistema de cuidado de crianza de Nueva York. Se creó un hilo de foro sobre Christo en Kiwi Farms discutiendo estas afirmaciones. El hermano de Christo resultó ser un usuario de Kiwi Farms, y respondió al hilo que casi toda su historia era falsa, incluida su afirmación de ascendencia nativa americana y haber estado alguna vez en cuidado de crianza. Christo luego admitió que había falsificado documentos que respaldaban su historia, pero sostuvo que había escrito My Immortal. Macmillan Publishers canceló la publicación de sus "memorias".

### Atentados de Christchurch
En marzo de 2019, Kiwi Farms volvió a publicar tanto la transmisión en vivo como el manifiesto de Brenton Tarrant, el autor de los tiroteos en la mezquita de Christchurch en 2019. Poco después, el propietario del sitio web, Joshua "Null" Moon, negó públicamente una solicitud de la policía de Nueva Zelanda de entregar voluntariamente todos los datos de las publicaciones relacionadas con el tiroteo, incluidas las direcciones IP de los comentarios y sus correos electrónicos. Moon respondió de manera agresiva y burlona, llamando a Nueva Zelanda un "país de mierda", y declaró que no "le importa un carajo lo que dice la sección 50 de su ley de maricones sobre compartir su correo electrónico". Consideró la solicitud como un intento de censura y argumentó que las autoridades del país "no tienen el poder legal para encarcelar a todos los que publicaron [el video]". Kiwi Farms fue uno de varios sitios web bloqueados por los ISP neozelandeses a raíz del ataque.